# Noorduyn Norseman
 (février 2023).
Si vous disposez d'ouvrages ou d'articles de référence ou si vous connaissez des sites web de qualité traitant du thème abordé ici, merci de compléter l'article en donnant les références utiles à sa vérifiabilité et en les liant à la section « Notes et références ».
Pour les articles homonymes, voir Noorduyn et Norseman.

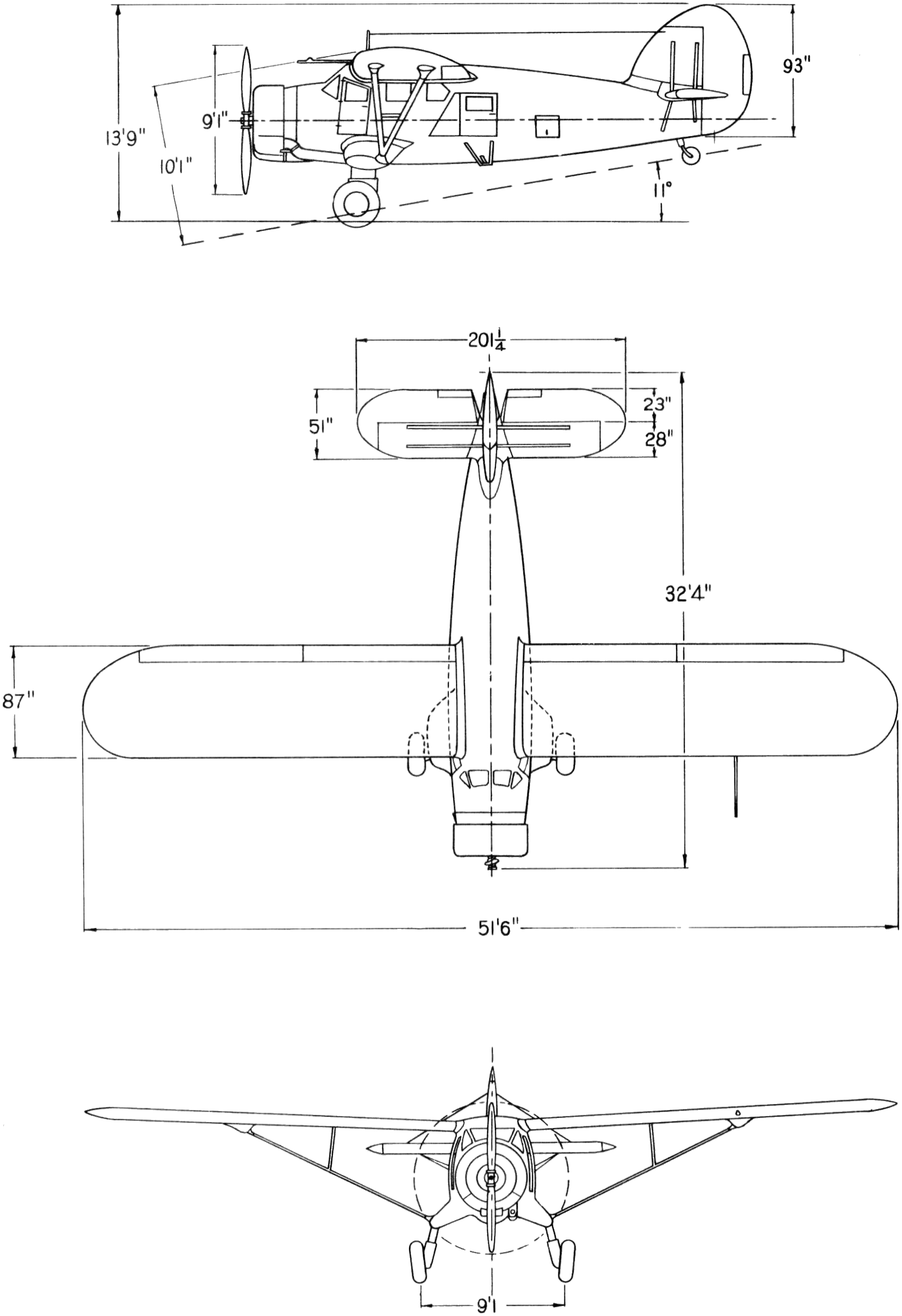
Noorduyn Norseman

Le Noorduyn Norseman ou C-64 Norseman est un avion de brousse et hydravion monoplan de dix passagers, de l'avionneur canadien Noorduyn. Optimisé pour utilisation dans des régions reculées, dépourvues d’infrastructures, il a été adopté par plusieurs forces armées alliées pendant et après la Seconde Guerre mondiale, construit à 904 exemplaires entre 1935 et 1954, utilisés dans 68 pays.

## Histoire
Après avoir travaillé pour Fokker, Bellanca, ou Pitcairn (en), Robert Noorduyn décide de créer sa propre entreprise. Il fonde alors la Noorduyn Aircraft Limited, début 1933, à Montréal, avec Walter Clayton, qui devient Noorduyn Aviation courant 1935.

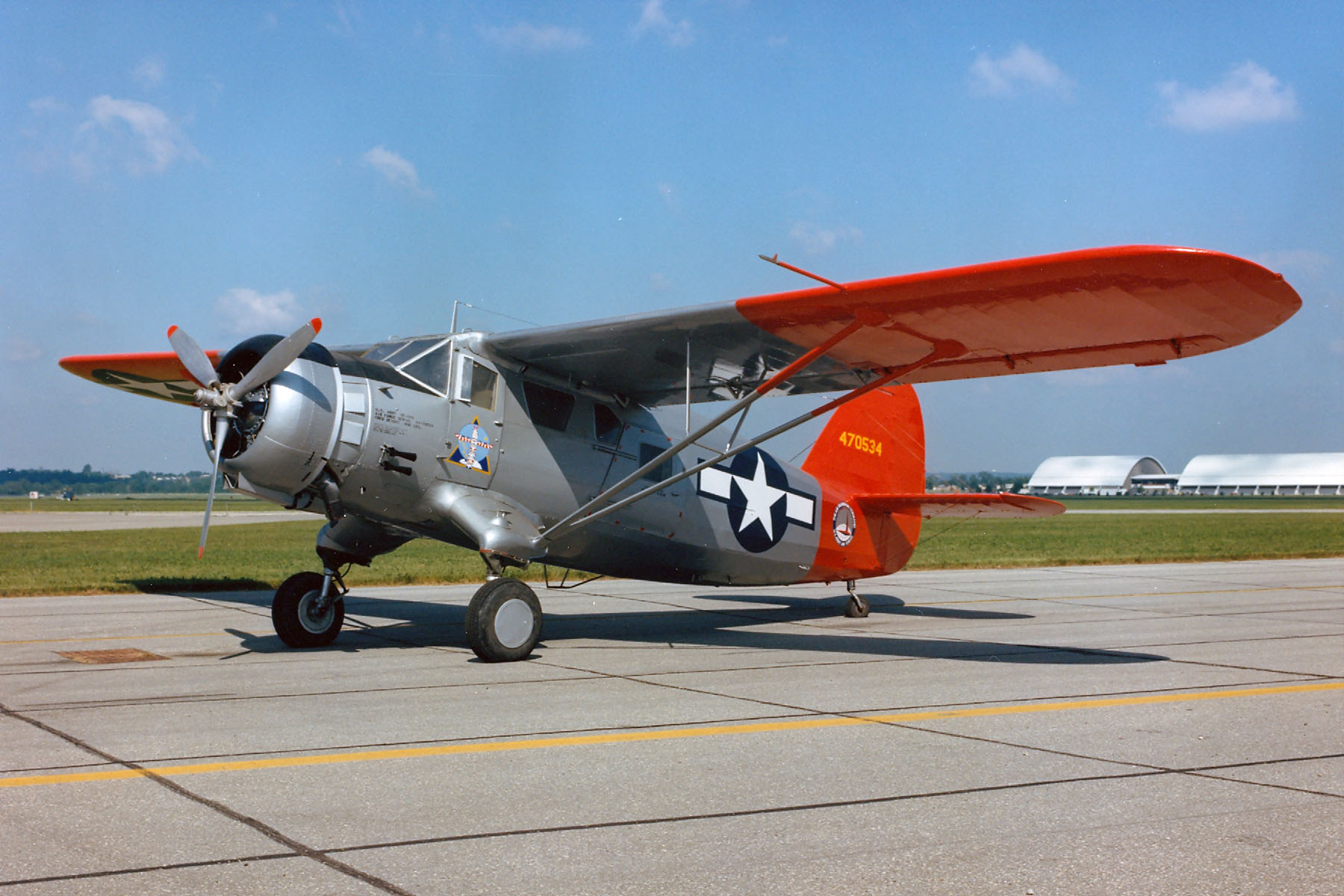
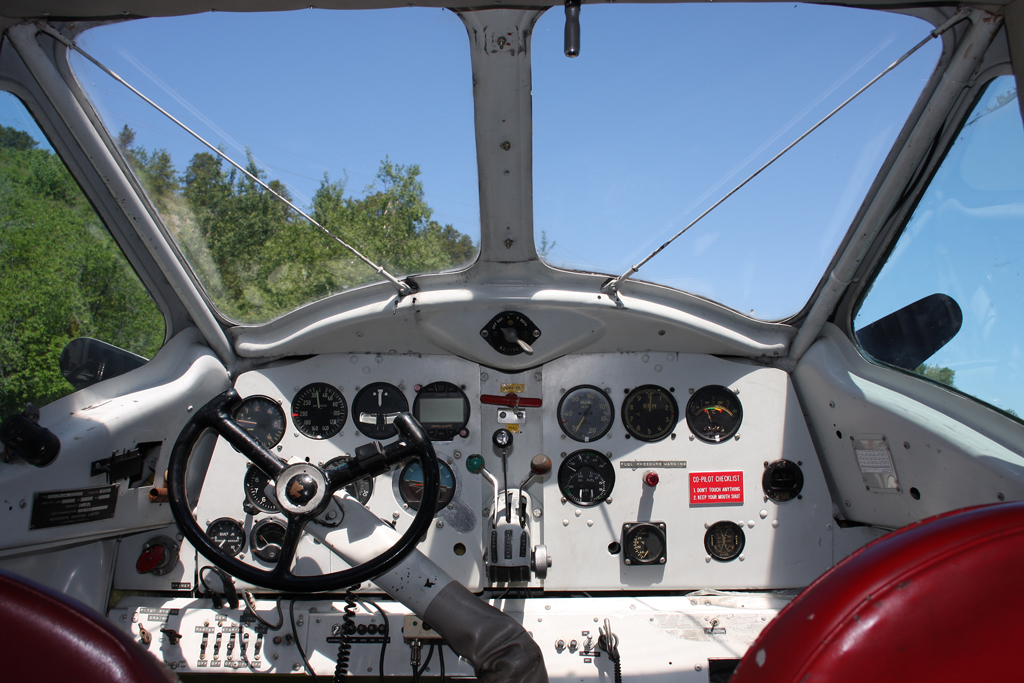

À partir de son expérience avec les Fokker Universal et Bellanca Pacemaker (en), Noorduyn estime que le marché canadien avait besoin d’un avion monoplan à aile haute, pour faciliter les opérations de chargement et de déchargement, utilisable en mode hydravion avec flotteurs, skis, ou train d'atterrissage, robuste et offrant une capacité suffisante pour permettre à tout opérateur de gagner de l’argent en utilisant les terrains de brousse sommairement aménagés. Divers appareils existaient déjà, restait donc à réaliser un appareil meilleur que tous les avions existants dans ce créneau. S’inspirant fortement des productions Fokker, le Noorduyn Norseman a un fuselage à structure métallique supportant des cadres en bois, une voilure en bois et des ailerons et volets en tubes d’acier soudés. Le revêtement est entoilé. Monoplan à aile haute contre ventée, formule facilitant les opérations de chargement et déchargement sur les terrains ne disposant pas infrastructures, il reposait sur un train classique sans essieu, les roues avant pouvant être remplacées facilement par des skis ou deux flotteurs en catamaran. C’est d’ailleurs un prototype hydravion qui effectue son premier vol le 14 novembre 1935 à Pointe-aux-Trembles au Québec. Immatriculé CF-AYO, il dispose d’un moteur en étoile 9 cylindres Wright R-975 Whirlwind (en)-E3 pour s’arracher des eaux du fleuve Saint-Laurent.
Après de rapides essais de certification effectués à Rockliffe, près d’Ottawa, une version hydravion est livrée le 18 janvier 1936 à Dominion Skyways Ltd, de Rouyn, qui le baptise Arcturus. Au cours de l’été 1941 la Warner Bros. d'Hollywood loue cet appareil pour le tournage du film Les Chevaliers du ciel de Michael Curtiz, avec la vedette James Cagney. La plupart des prises de vue aériennes eurent lieu près de North Bay, avec une immatriculation temporairement modifiée en CF-HGO.

Version hydravion
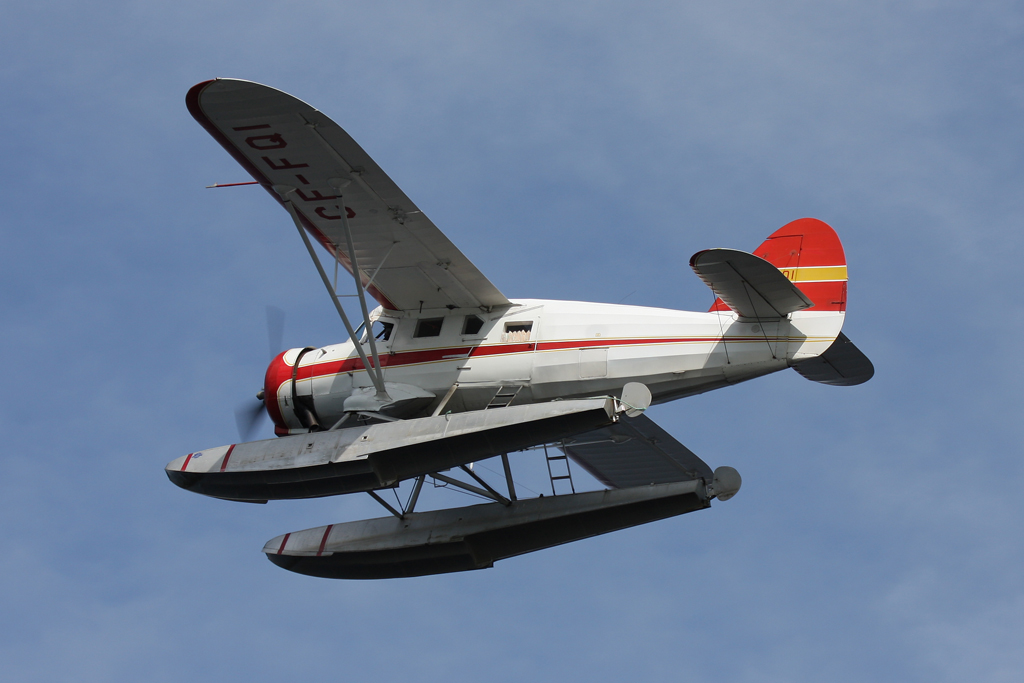
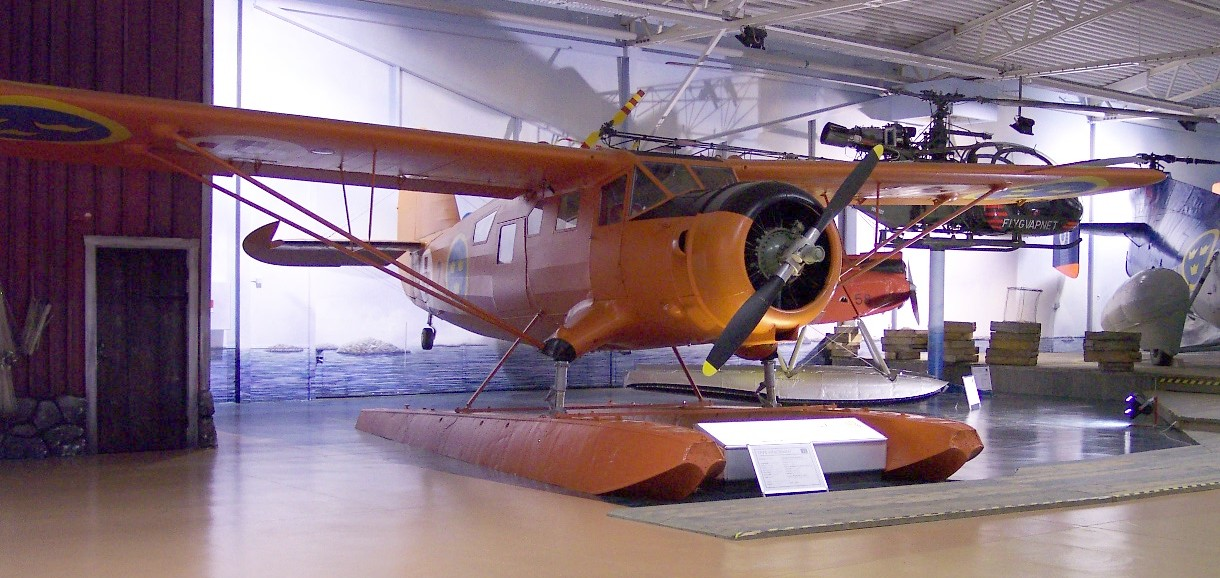
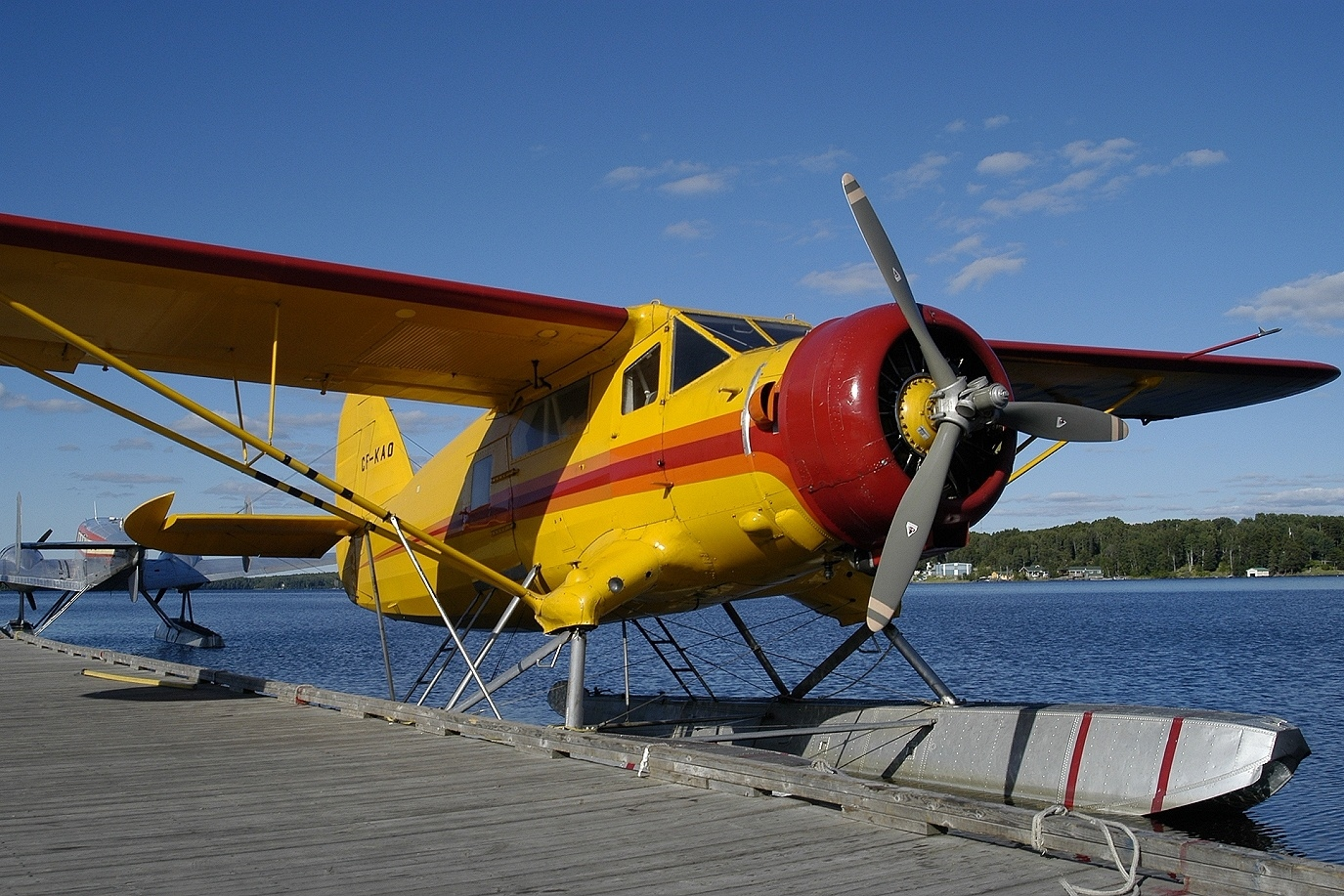
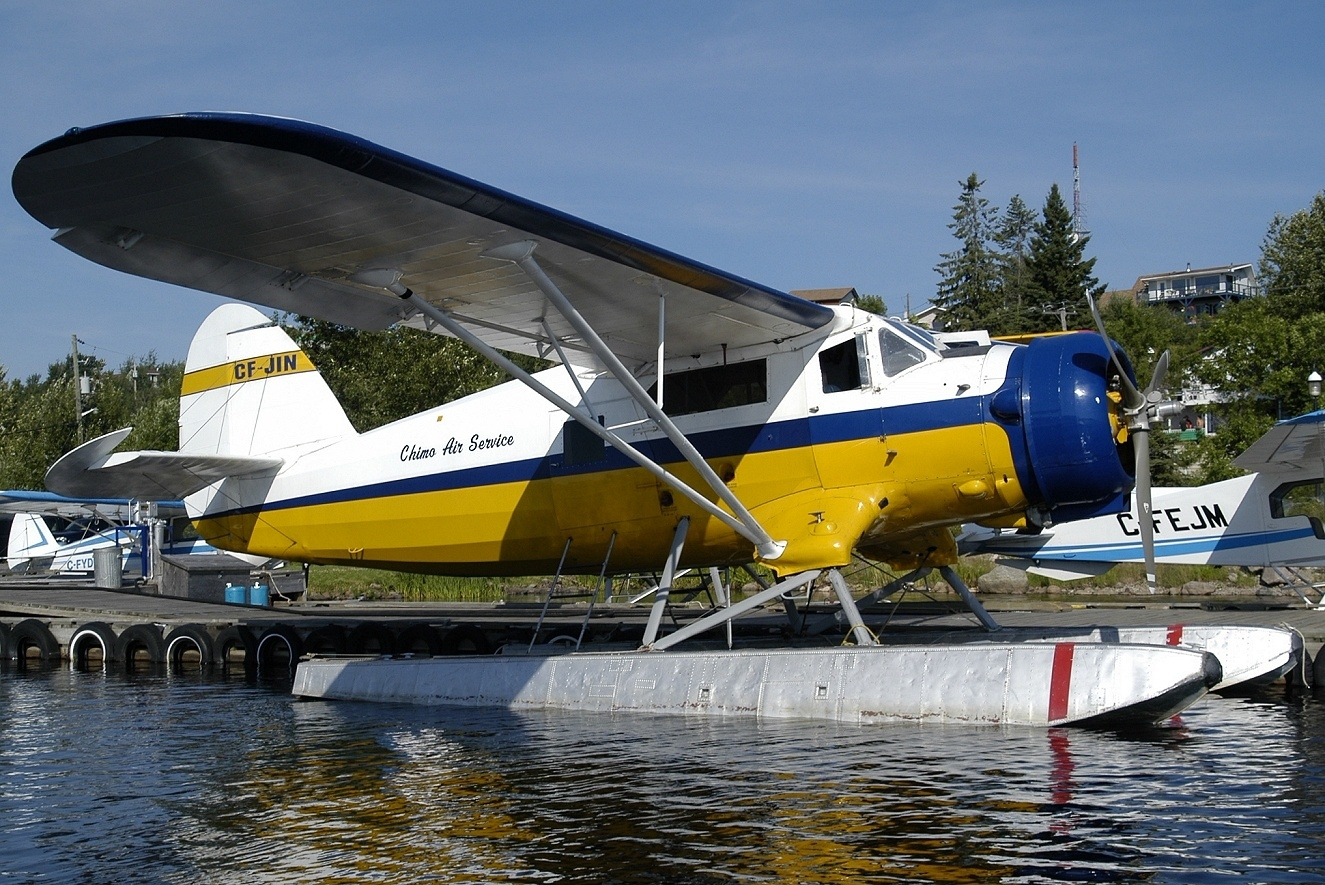

Passé entre les mains de plusieurs opérateurs, le prototype fut finalement accidenté près de Round Lake (en), Ontario, le 28 août 1953 et radié. Oublié sur place, les restes de cet appareil furent récupérés en 1992 par le Canadian Bushplane Heritage Centre (en) de Sault-Sainte-Marie, qui espère pouvoir le reconstruire.

## Seconde Guerre mondiale

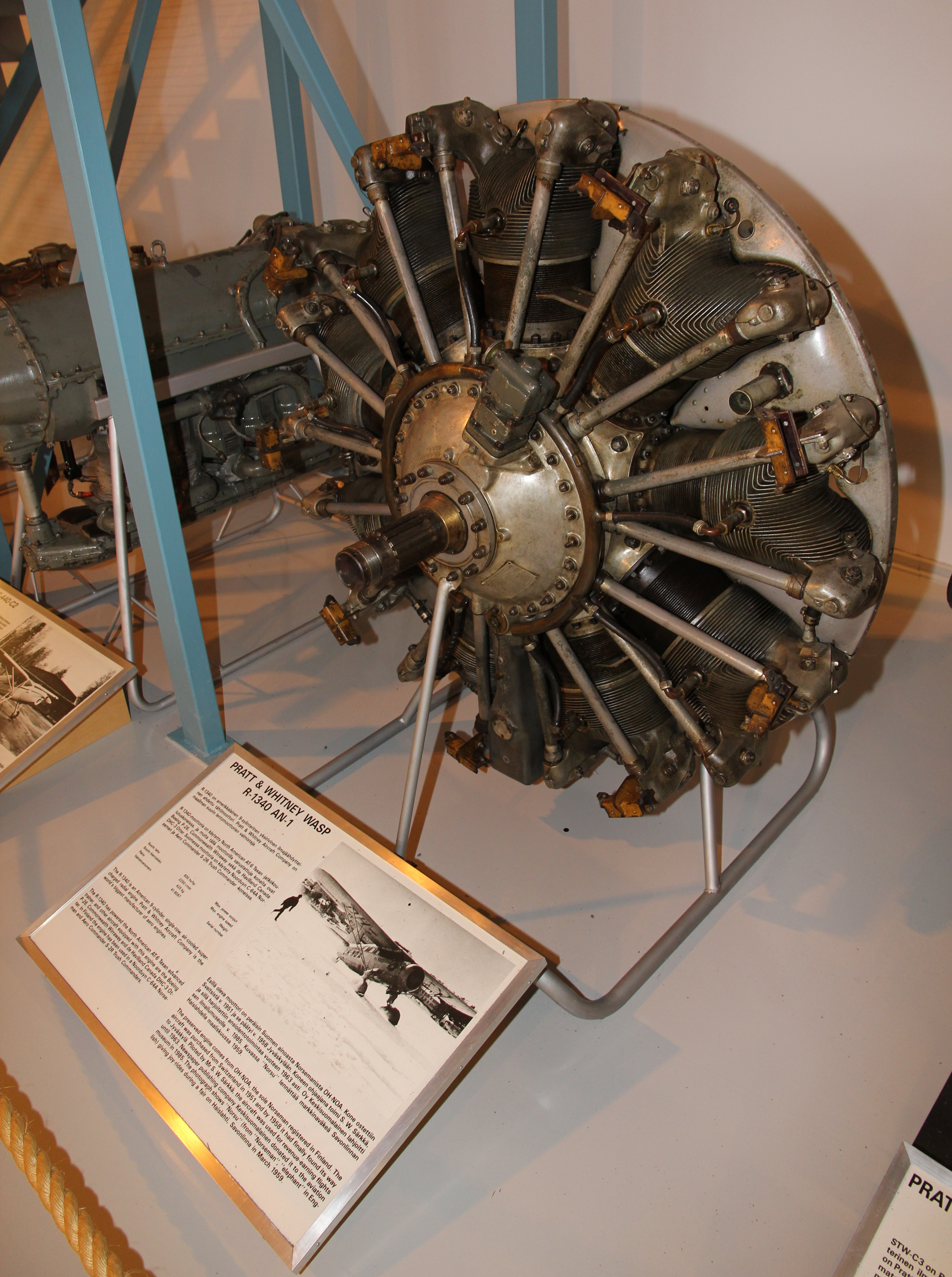
Moteur en étoile 9 cylindres Pratt & Whitney R-1340 Wasp

Le Norseman enregistre des ventes régulières dès son apparition en 1935 sur le marché, mais 17 exemplaires seulement avaient été livrés début 1940 à des opérateurs civils canadiens et à la Police Montée royale du Canada. Une centaine d’exemplaires auraient probablement été vendus sans le déclenchement de la Seconde Guerre mondiale[réf. nécessaire].
La signature en décembre 1939 d’un document cadre de création de l’Empire Air Training Scheme (en), devenu en 1942 le British Commonwealth Air Training Plan, permit à la Royal Canadian Air Force (RCAF) de commander 38 Norseman Mk IVW destinés à la formation de radio et de navigateurs, puis 34 autres Norseman Mk VI.
En 1940 le colonel Bernt Balchen fut chargé par l’United States Army Air Forces (USAAF) d’organiser le convoyage d’avions vers l’Europe, via le Groenland. Balchen, qui avait côtoyé Robert Noorduyn chez Atlantic Aviation Corporation, recherchait un avion robuste, capable de supporter les rudes conditions de l’Arctique. Il recommande l’achat de ces avions après l'avoir évalué grâce au prêt de six appareils prélevés sur une commande de la RCAF. Devenu C-64A dans l’USAAF, le Norseman fit l’objet de plusieurs commandes, 749 Mk IV étant finalement livrés comme C-64A/UC-64A.
D’autres forces armées alliées (Australie, Norvège) commandèrent un total de 43 Mk IV.
Le 15 décembre 1944, le célèbre jazzman Glenn Miller embarque à Londres dans un Noorduyn Norseman à destination de la France pour y préparer l'arrivée de son orchestre. Il y a ce jour-là un épais brouillard et l'avion n’arrivera jamais à destination. Selon le News Center de l'University of Colorado de Boulder, le carburateur de l'appareil aurait givré (un défaut connu à l'époque) et l'avion serait devenu incontrôlable, pour ensuite s'abîmer dans la Manche.

## Après-guerre

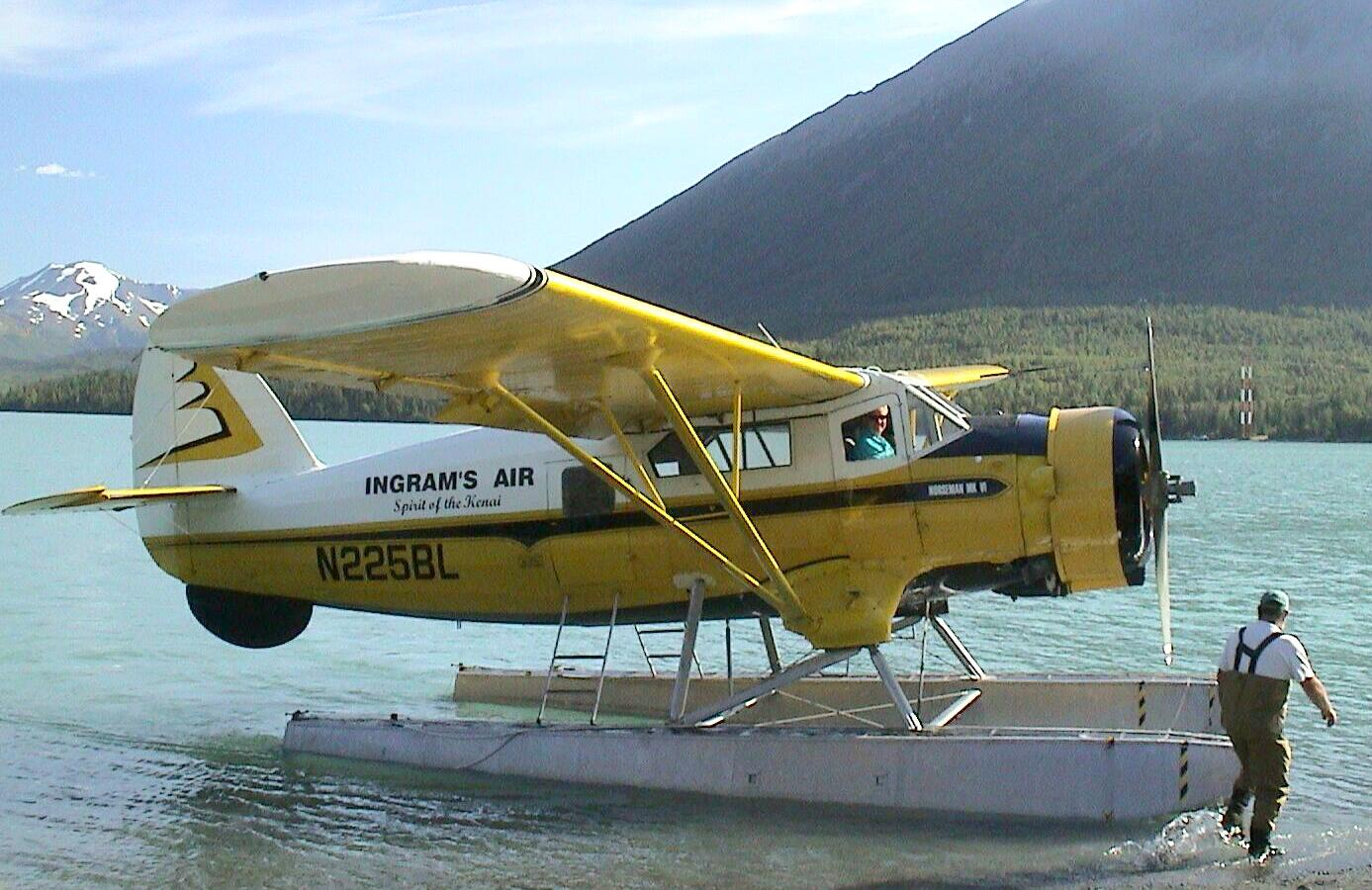
Norseman toujours opérationnel comme charter à Cooper Landing, Alaska

De nombreux Norseman des surplus militaire d'après-guerre trouvent preneurs à la fin de la Seconde Guerre mondiale, auprès des opérateurs civils. Ainsi Canadian Pacific Airlines commence son exploitation sur Norseman. Le volume d’appareils disponibles rendait la production d’avions neufs peu rentable, d’autant que la production d’un Norseman exigeait une main d’œuvre importante. Pourtant Canadian Car and Foundry (en) acheta les droits de production et transféra la production à Fort William (Ontario), d’où devaient sortir 51 Mk V. Plus ambitieux, le Mk VII ne fut pas produit en série, Can Car (en) étant engagée sur des programmes plus urgents.
Un groupe d’investisseurs à la tête de laquelle se trouvait Robert Noorduyn racheta en 1953 l’outillage et les droits sur le Norseman avant de fonder Noorduyn Norseman Aircraft Ltd. Outre l’assistance technique aux utilisateurs de l’avion, Noorduyn Norseman Aircraft Ltd devait encore produire trois Norseman Mk V, le dernier exemplaire étant livré le 19 janvier 1959. Mais l’avion était jugé obsolète par les services officiels canadiens, qui autorisèrent seulement l’achèvement de cinq cellules à partir d’éléments provenant de chez Can Car. Le décès de Robert Noorduyn le 22 février 1959 n’arrangea pas les choses. En 1982 Noorduyn Norseman Aircraft Ltd fut cédée au groupe Norco Associates et entreprit sa reconversion vers la production d’inserts aéronautiques.

## A ce jour

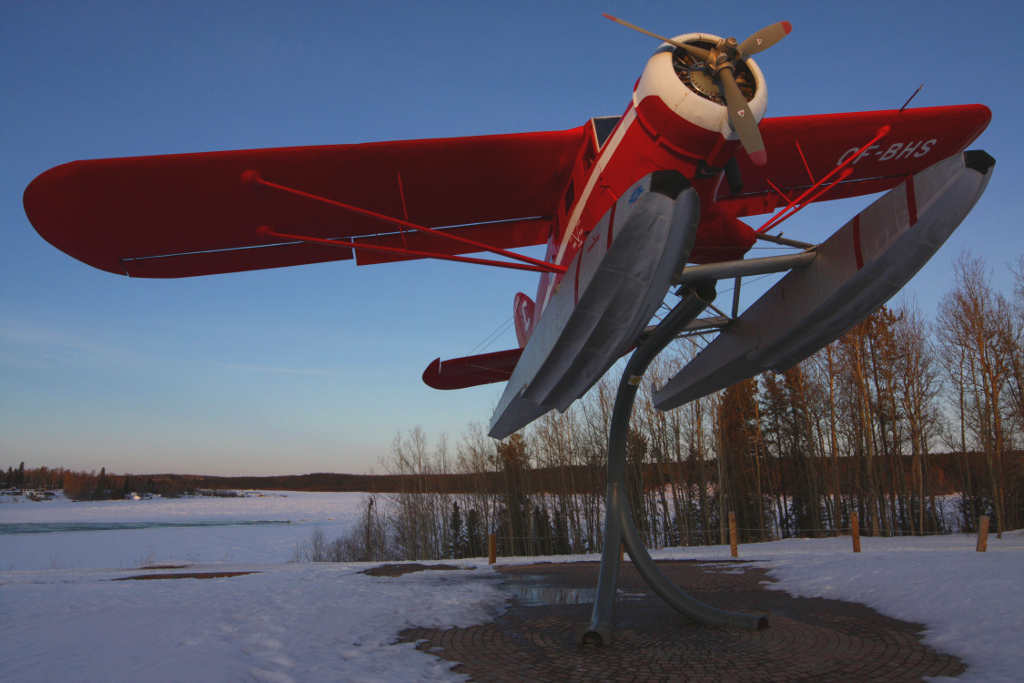
Noorduyn Norseman Mk.V

Sur 904 exemplaires construits, une trentaine figurent encore sur le registre civil canadien début 2010. Le mythe du Norseman reste très vivant au Canada, dont la ville de Red Lake, en Ontario, s’est proclamée « Capitale mondiale du Norseman » avec son « festival annuel des hydravions Norseman » de juillet. Cette manifestation célèbre l’aviation comme lien vital entre les villages du grand Nord canadien et la civilisation, avec la participation de la plupart des Norseman encore en état de vol.

## Cinéma
- 1942 : Les Chevaliers du ciel, de Michael Curtiz, avec James Cagney (avec le prototype Norseman Mk I).
- 1999 : Grey Owl, de Richard Attenborough, sur la vie d’Archibald Belaney (Grey Owl)
- 2003 : The Snow Walker, de Charles Martin Smith.

## Versions
- Norseman Mk I : Désignation attribuée au premier prototype après apparition du second prototype.
- Norseman Mk II : Désignation attribuée aux trois premiers appareils de série, livrés à McKenzie Air Service d’Edmonton, Alberta [CF-AZA], Prospector Airways de Clarkson (en), Ontario [CF-AZE] et Starrat Airways d’Hudson (en), Ontario [CF-AZS]. Outre des modifications de détail dictées par les essais de certification, ces appareils se distinguaient par un moteur Wright dont la puissance passait de 420 à 450 ch sous un capot-moteur plus fin.
- Norseman Mk III : Peu après réception du CF-AZA, MacKenzie Air Service décida de remotoriser cet appareil avec un Pratt & Whitney R-1340 Wasp SC-1 de 550 ch. Ces 100 ch supplémentaires amélioraient considérablement les performances de l’avion au décollage, et cette motorisation fut finalement adoptée par le constructeur. En fait un seul Mk III fut achevé [CF-BAM], le Wasp SC-1 présentant de multiples problèmes. Il fut donc remplacé en 1937 par un Wasp S3H-1 de 600 ch.
- Norseman Mk IV : Version définitive du Norseman obtenue en équipant les deux Mk III [CF-AZA et CF-BAM] avec un Wasp S3H-1 le 26 juin 1937. Le premier appareil de cette série fut donc le [CF-BAU], mis en chantier comme Mk III et achevé comme Mk IV.
  - Norseman Mk IVW : 38 appareils d’entrainement à la radio et la navigation commandés début 1940 par la RCAF dans le cadre de l’Empire Air Training Scheme.
  - YC-64A :
  - C-64A Norseman : Version de série du Norseman Mk IV adapté aux besoins de l’USAAF: Deux réservoirs supplémentaires du fuselage portaient la capacité de carburant à 914 litres, un réservoir supplémentaire de 145 litres pouvant être monté dans le fuselage. La masse maximale était accrue de 431 kg. Début des livraisons durant l’été 1942. Devenu par la suite UC-64A, le Norseman servit principalement en Alaska, mais on en retrouve sur tous les fronts. Cet appareil connut un réel succès auprès de l’USAAF, qui envisagea de commander 600 exemplaires à produire sous licence chez Aeronca. La commande fut finalement abandonnée en 1943. C’est à bord d’un Norseman [serial 44-70285] que Glenn Miller disparut au-dessus de la Manche le 15 décembre 1944 alors qu’il gagnait Paris pour y donner un concert en faveur des troupes ayant libéré la capitale. Son corps ne fut jamais retrouvé, l’hypothèse la plus probable étant que son monomoteur ait été atteint en vol par des bombes non utilisées larguées par une formation de 138 Lancaster de la RAF regagnant leur base après un raid avorté sur Siegen[2],[3]
  - C-64B Norseman : 6 Norseman équipés de flotteurs pour les besoins de l’US Army Corps of Engineers.
  - JA-1 Norseman : 3 UC-64A versés à l’US Navy.
- Norseman Mk V : Après achat des droits, Canadian Car and Foundry (en) a produit à Fort William, Ontario, cette version civile du C-64, qui gagnait en charge utile après suppression des équipements militaires. On peut s’étonner que le Mk V ait été produit après le Mk VI. En fait Robert Noorduyn avait choisi de ne pas utiliser symbole V, qui se lit cinq en chiffres romains mais aussi V pour victoire, le réservant pour les appareils à produire une fois la victoire sur les forces de l’Axe obtenue. Can Car cessa la production de cet avion après avoir livré 51 exemplaires. Après rachat de l’outillage par Noorduyn Norseman Aircraft Ltd en 1953 trois exemplaires supplémentaires furent achevés. Le dernier exemplaire a été livré le 19 janvier 1959.
- Norseman Mk VII : Espérant attirer de nouveaux utilisateurs, Canadian Car and Foundry entreprit le développement d’une nouvelle version du monomoteur, qui recevait un moteur plus puissant et surtout une nouvelle voilure, entièrement métallique. Le prototype prit l’air à Montréal, puis fut transféré à Fort William pour essais complémentaires et mise au point. Confronté à une forte charge de travail en raison de la Guerre de Corée, Can Car (en) décida de suspendre le programme. Le prototype fut stocké dans un hangar qui fut détruit par un incendie accidentel en septembre 1951.

## Utilisateurs militaires

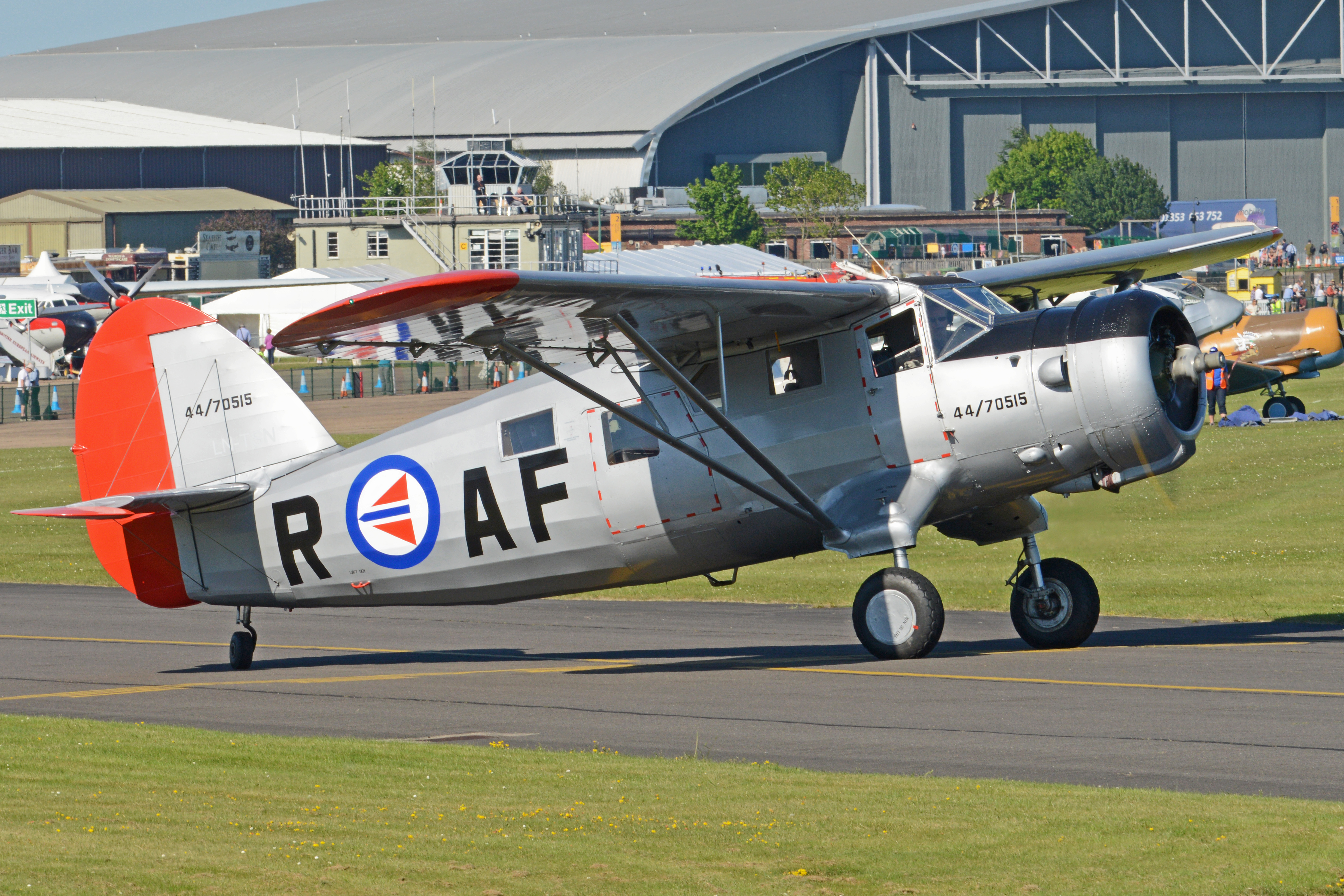
Noorduyn Norseman Mk.VI, Norvège

- Australie : Le Norseman fut utilisé de 1943 à 1946 (14 appareils) par les No 1, No 3, No 4, No 5 et No 7 Communications Unit de la RAAF.
- Brésil : Après son entrée en guerre aux côtés des Alliés, le Brésil a reçu des Norseman provenant des stocks de l’USAAF au titre du prêt-bail.
- Canada : Au début de la Seconde Guerre mondiale la Royal Canadian Air Force, qui recherchait des avions, réquisitionna 5 Norseman civils pour évaluation, dont le [CF-AZA] qui reçut le serial [695]. Cette évaluation devait conduire à la commande de 8 monomoteurs en cours de production comme appareils d’entrainement à la radio-navigation puis, à partir de mai 1940, à l’achat d’appareils supplémentaires pour atteindre un total de 74 Mk IV. Ces appareils militaires se distinguaient des premiers appareils civils par un capot moteur redessiné, les carénages des têtes de cylindres disparaissant pour faciliter la production. La RCAF commanda par la suite 20 Norseman Mk VI, équivalent canadien du C-64 de l’USAAF.
- États-Unis : Étudiant la possibilité de convoyer en vol des avions de combat d’Amérique du Nord vers l’Europe, le fameux général ‘Hap’ Arnold fit appel à l’expérience de Bernt Balchen, un aviateur norvégien qui avait participé aux expéditions polaires d’Amundsen et de l’Amiral Byrd. Balchen avait également côtoyé Noorduyn alors que celui-ci travaillait pour Fokker.

Balchen estimant que le Norseman constituait le meilleur appareil possible pour effectuer au Groenland les reconnaissances aériennes nécessaires à l’établissement d’une route aérienne, la RCAF accepta de prêter à l’USAAF 7 Mk IV flambant neufs sortant d’usine. Surnommé Péril Jaune par Balchen lui-même en raison de sa livrée jaune vif, le premier exemplaire (Serial 42-5044) fut rapidement transféré à New York, mis en caisse et envoyé par mer au Groenland. D’autres commandes suivirent rapidement.
- Royaume-Uni :
- Israël : En 1948 s’écrasa sur l’aéroport d’Urbé, près de Rome, un Norseman piloté par George Beurling et Leonard Cohen, deux anciens pilotes de la RAF convoyant ce monomoteur vers Israël. Beurling (31 victoires), était le plus titré des pilotes de chasse canadiens de la Seconde Guerre mondiale.
- Norvège :
- Pays-Bas : L’Armée des Indes Orientales a utilisé cet avion.
- Suède :